# Ivo Rabanser
Ivo Rabanser (Alto-Adige, 26 settembre 1970) è un alpinista e scrittore italiano.

## Biografia
Rabanser è una guida alpina e collabora anche alla formazione delle guide alpine dell'Alto Adige. Insieme ai suoi compagni di cordata, ha effettuato oltre 150 prime ascensioni, principalmente nelle Dolomiti, tra cui itinerari notevoli come sulla parete nord del Sassolungo, alta mille metri,  o al remoto Spiz di Lagunàz.
Rabanser ha frequentato la Scuola d'Arte di Selva/Val Gardena e ha completato un apprendistato come intagliatore del legno. Le sue prime arrampicate risalgono al 1982. Nell'autunno del 1985 conosce Stefan Comploi, con il quale intraprende difficili scalate sulle Dolomiti, tra cui un centinaio di nuovi percorsi. Si aggiungono anche alcune salite in solitaria e varie prime invernali. Oltre ai suoi compagni di cordata della Val Gardena, Rabanser ha scalato anche con noti alpinisti come Richard Goedeke, Marco Furlani, Maurizio Giordani, Heinz Grill e Peter Habeler.Rabanser ha pubblicato diverse guide d'arrampicate e di scialpinismo sulle Dolomiti, oltre che libri su argomenti storici dell'alpinismo.
«Oltre all'arte arrampicatoria di Ivo Rabanser, ammiro la sua profonda conoscenza storica dell'alpinismo, così come l'esigenza di penetrare il carattere dei protagonisti di queste ascensioni. Quando arrampica si aggrappa alla roccia ma anche al passato. Nessuno meglio di lui può rievocare le loro conquiste, il loro stato d'animo, e rivelarci cosa significano le Dolomiti per i rocciatori»
Reinhold Messner
Armando Aste, alpinista tra i più influenti del dopoguerra, considerava Rabanser come quello che ha seguito il suo modo di praticare l'alpinismo. Come guida alpina, Rabanser ha effettuato con clienti numerose vie di arrampicata impegnative, sia nelle Dolomitiche in altre zone delle Alpi. Eberhard Weiblen, responsabile Porsche Consulting: »Da Ivo ho imparato molto sulla leadership. Sotto molti aspetti Ivo è un modello per me. È un esteta, è creativo e ha senso dell'umorismo«.
Nell'estate del 2019 Rabanser e Peter Habeler hanno collaborato a un film documentario per Servus TV su Emilio Comici, icona dell'arrampicata italiana degli anni '30.
Vive con la sua famiglia in Val Gardena / Dolomiti.

## Onorificenze
- 1999 - Milano Montagna: I 100 grandi dell'alpinismo.
- 2004 - Premio ITAS: Cardo d'Argento - Premio per il libro »Sassolungo. Le imprese e gli alpinisti«
- 2006 - Grignetta d'oro: menzione speciale insieme a Maurizio Zanolla (Manolo) ed Ezio Marlier.
- 2007 - Premio SAT per la categoria alpinismo.[6]Dopo la prima salita del »Pilastro Massarotto« allo Spiz di Lagunàz / Dolomiti (da sinistra a destra: Ivo Rabanser, Heinz Grill e Stefan Comploi, 2011)

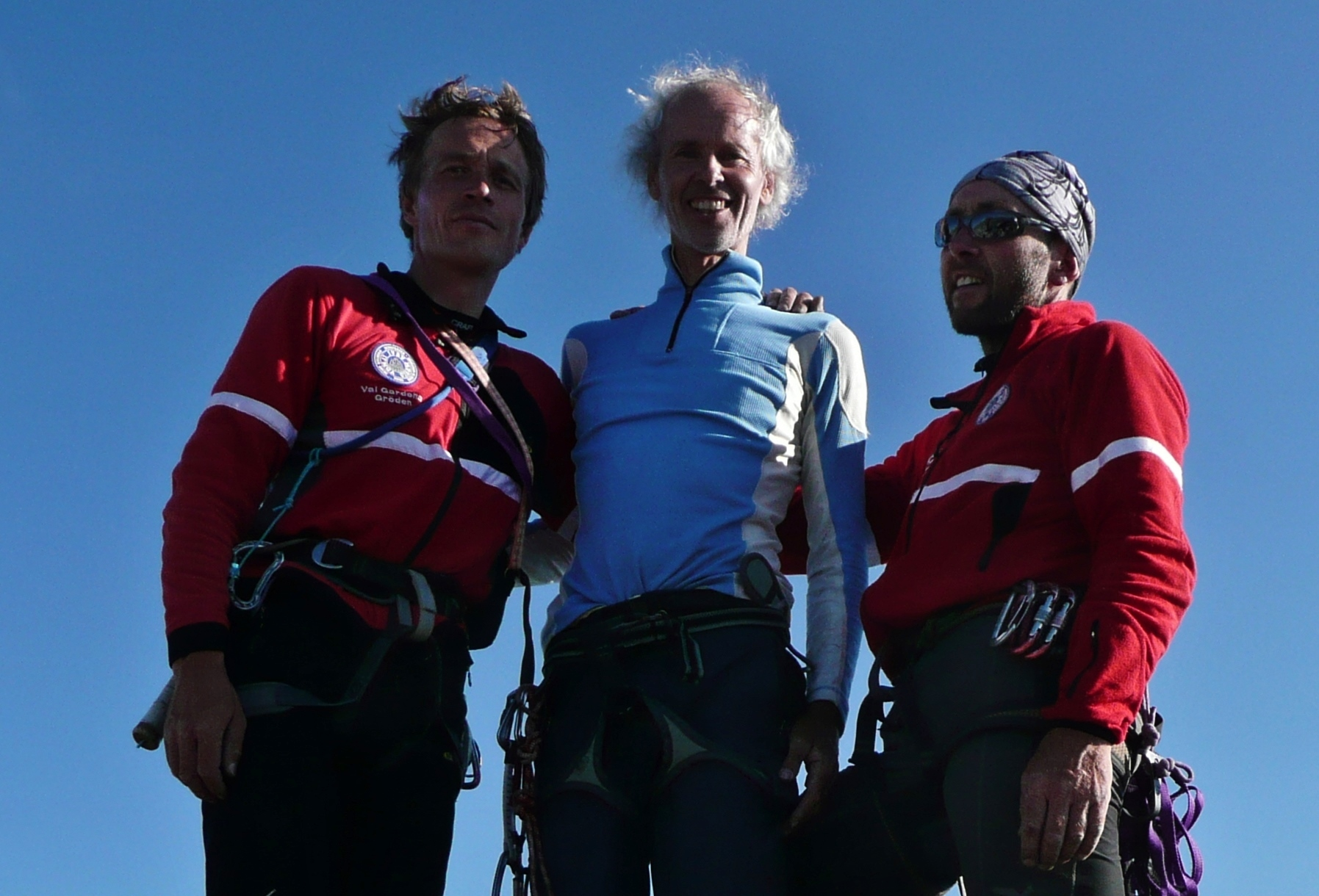
Dopo la prima salita del »Pilastro Massarotto« allo Spiz di Lagunàz / Dolomiti (da sinistra a destra: Ivo Rabanser, Heinz Grill e Stefan Comploi, 2011)

- 2017 - Premio Silla-Ghedina per la miglior nuova via delle Dolomiti nel 2015: »Ciavazes-Integrale« nel Gruppo di Sella.
- 2019 - Chiodo d'Oro Sosat: Premio per la storica cordata Rabanser/Comploi.[7]

## Pubblicazioni
- Sassolungo. Dolomiti tra Gardena e Fassa. Guida ai Monti d'Italia. Touring Editore, Milano 2001, ISBN 8-8365-2440-0.
- Sassolungo. Le imprese e gli alpinisti. Zanichelli Editore, Bologna 2003, ISBN 978-88-0807705-9.
- Vie e Vicende in Dolomiti. Versante Sud, Milano 2007, ISBN 978-88-8789027-3.
- Dolomiti. Percorsi ed esperienze. Versante Sud, Milano 2007, ISBN 978-88-8789042-6.
- Civetta. Guida dei Monti d'Italia. Touring Editore, Milano 2012, ISBN 978-3-596-70436-1.
- Le Dolomiti di Reinhold Messner - Le scalate preferite del leggendario alpinista. Athesia, Bolzano 2013, ISBN 978-88-8266-895-2.
- Arrampicata ad Arco - Sarcatal. Percorsi classici e moderni sul Lago di Garda. Athesia, Bolzano 2013, ISBN 978-88-8266-923-2.
- Best of Dolomites - Die besten Klettereien der Dolomiten. Panico Alpinverlag, Köngen 2018, ISBN 978-3-95611-085-6.
- Scialpinismo in Val Gardena. ViviDolomiti Edizioni, Belluno 2018, ISBN 88-9910687-8.
- Skitourenführer Südtirol - Dolomiten. Panico Alpinverlag, Köngen 2020, ISBN 978-3-95611-121-1.
- Alpinkletterführer Sella total - Dolomiten Kletteratlas, Panico Alpinverlag, Köngen 2024, ISBN 978-3-95611-180-8.